# Horari d'hivern

L'hora d'hivern sempre implica endarrerir el rellotge una hora.

L'hora estàndard o temps estàndard és la sincronització dels rellotges d'una regió geogràfica determinada (un país o part d'aquest) amb un única norma horària, en lloc d'una norma d'hora mitjana local, fent que s'acosti més a l’horari solar. Als països que practiquen el canvi d'horari d'estiu, quan es fa el canvi d'hora i s'endarrereixen una hora els rellotges, a l'hora estàndard sovint se l'anomena hora d'hivern o horari d'hivern.
Generalment, l'hora estàndard coincideix amb l'hora mitjana local en algun meridià que passa per la regió, sovint a prop del centre. Històricament, l'hora estàndard es va establir durant el segle XIX per ajudar a la previsió meteorològica i als viatges amb tren. Aplicada globalment al segle xx, les regions geogràfiques es van convertir en zones horàries. L'hora estàndard de cada zona horària ha estat definida com un desplaçament del temps universal. A les regions amb horari d'estiu s'hi aplica un desfasament addicional durant part de l'any.
L'adopció de l'hora estàndard, a causa de la correspondència inseparable entre l'hora i la longitud, va consolidar el concepte de dividir el globus en un est i un hemisferi occidental, amb un primer meridià que substitueix els diversos primers meridians que s'utilitzaven anteriorment.
Als països de la zona horària d'Europa central, l'horari d'estiu s'anomena hora d'estiu d'Europa central (CEST, Central European Summer Time) mentre que l'hora d'hivern s'anomena hora estàndard d'Europa central (CET, Central European Time). Tots els països de la Unió Europea apliquen aquest canvi per ajustar la jornada laboral a les hores de llum natural, ja que durant el solstici d'hivern aquestes es veuen reduïdes, i també consumir menys electricitat.

## Horari d'hivern (retard del rellotge)
A la pràctica de desplaçar el rellotge enrere de l'hora estàndard durant els mesos d'hivern, normalment -1 hora, també se l'anomena horari d'hivern. És una forma d'horari d'estiu en què l'hora estàndard està vigent durant els mesos d'estiu, en lloc del cas habitual en què l'hora estàndard està vigent durant els mesos d'hivern. Tanmateix, tot i que l'horari d'estiu s'aplica àmpliament, l'ús de l'horari d'hivern ha estat i és molt rar.
Es va fer servir a Txecoslovàquia entre 1946 i 1947 i a Namíbia durant més d'una dècada fins al 2017, quan es va revocar la llei que estableix el canvi anual. Irlanda funciona una hora per darrere de l'horari normal durant el període d'hivern i torna a l'hora estàndard durant els mesos d'estiu; l'hora d'hivern comença a les 02:00 IST de l'últim diumenge d'octubre (canviant a les 01:00 GMT) i acaba a les 01:00 GMT de l'últim diumenge de març (canviant a les 02:00 IST).
Fins al 2015, Xile continental utilitzava el desplaçament horari UTC−04:00 i l'Illa de Pasqua utilitzava UTC−06:00 per a l'hora estàndard; el govern xilè va anunciar que tot el país mantindria la compensació horària utilitzada durant l'horari d'estiu de manera permanent. De fet, no hi va haver cap canvi d'hora, però el 2016 es va restablir el canvi d'hora anual a tot el país. Xile va tornar a UTC−04:00 per a l'hora d'hivern durant 3 mesos a partir del 2016, i des de l'any 2017 s'ha implementat una nova zona horària a la regió de Magallanes i de l'Antàrtida xilena, amb dues zones diferents al Xile continental per primera vegada.